# 税理士法人FLAGS
税理士法人FLAGS（英名：Flags Tax accountant corporation）は、愛知県名古屋市東区東桜に本社を置く税理士法人である。

## 概要
- 創業：1969年（昭和44年）末松時夫 税理士事務所として創業
- 設立：2020年（令和02年）税理士法人化（末松会計事務所設立）
- 本社： 愛知県名古屋市東区東桜２丁目3番14号[1]
- 代表者：末松 昌樹[2]（税理士登録番号79571）末松 和真（税理士登録番号130189）
- 事業内容
  - 税務顧問、主に法人顧問先に対する税務会計業務、決算申告、節税提案、月次決算
  - 相続税申告、生前対策
  - 経理DX支援、経理BPO（記帳代行）、経営改善計画策定支援
  - 公的制度支援（補助金申請サポート）
  - 資金形成支援
  - 事業承継・M&A支援
  - マーケティング支援
  - 各種認定支援機関

## 沿革
- 1969年02月21日（昭和44年） 末松時夫 税理士事務所（末松会計事務所）創業
- 1995年01月（平成07年） 末松昌樹 税理士事務所 開業
- 1996年01月（平成08年） 有限会社フォーライフ設立（現在のFLAGSホールディング）
- 2000年11月（平成12年） 創業者 末松時夫 黄綬褒章受賞
- 2013年01月（平成25年） 末松 和真 事務所入所
- 2015年03月（平成27年） 末松 和真 税理士登録
- 2017年10月（平成29年） 末松 和真 株式会社FLAGSコンサルティング代表就任
- 2020年01月（令和02年） 税理士法人化（末松会計事務所設立）末松 和真代表就任 公的制度支援（融資・補助金申請）開始
- 2021年（令和03年） 製販分離開始
- 2022年（令和04年） 株式会社マネーフォワード主催「マネーフォワード2022クラウドアワード」にて 「クラウドマスターCHALLENGE賞」受賞
- 2023年（令和05年） FLAGSコンサルティングをFLAGSホールディングスへ商号変更 事業会社5社新設
- 2024年02月（令和06年） 経営革新等支援機関推進協議会主催 全国の会計事務所による補助金採択実績で「2023年度ベストパフォーマンス賞TOP10」受賞
- 2024年04月（令和06年） 創業55周年　税理士法人末松会計事務所を税理士法人FLAGSへ商号変更[3]末松 和真 FLAGSグループ代表就任
- 2024年05月（令和06年） 一般財団法人日本次世代企業普及機構(通称：ホワイト財団)が運営する 「ホワイト企業認定 ゴールドランク」を取得[4]
- 2024年10月（令和06年） 経営革新等支援機関推進協議会AWARD 優れた付加価値支援に取り組む会計事務所「TOP100事務所2024」受賞[5]
- 2025年04月（令和07年） FLAGSグループ名古屋駅前支店開設[6]

## グループ会社
- 株式会社FLAGSエイド
  - 公的制度支援
- 株式会社FLAGSリーチ
  - マーケティング支援
- 株式会社FLAGSアウトソーシング
  - 経理DX
- 株式会社FLAGSコンサルティング
  - 資産形成支援
- 株式会社FLAGSレガシー
  - 事業承継・M&A支援

## 拠点
- 本社  〒461-0005  愛知県名古屋市東区東桜2丁目3番14号 Suematsu Bld., 電話：052-932-0007 FAX：052-932-0010
- 名古屋駅前支店  〒450-0002  愛知県名古屋市中村区名駅4丁目25-17 三喜ビル5F